# نيلينهو
نيلينهو هو لاعب كرة قدم برتغالي في مركز نصف الجناح، ولد في 22 أغسطس 1948 في لشبونة في البرتغال. شارك مع منتخب البرتغال لكرة القدم. أما مع النوادي، فقد لعب مع سبورتينغ براغا ونادي بنفيكا ونادي بيرا مار ونادي ماريتيمو.

## وصلات خارجية
- نيلينهو على موقع قاعدة بيانات كرة القدم.إي يو (الإنجليزية)
- نيلينهو على موقع ناشيونال فوتبول تيمز (الإنجليزية)